# Улица Мингажева
Улица Мингажева в Уфе расположена на территории Кировского и Советского районов. Улица начинается в районе истока Сутолоки в Старой Уфе в частном секторе, затем пересекает проспект Салавата Юлаева, поворачивает на север и соединяется с Большой Гражданской улицей.

## История

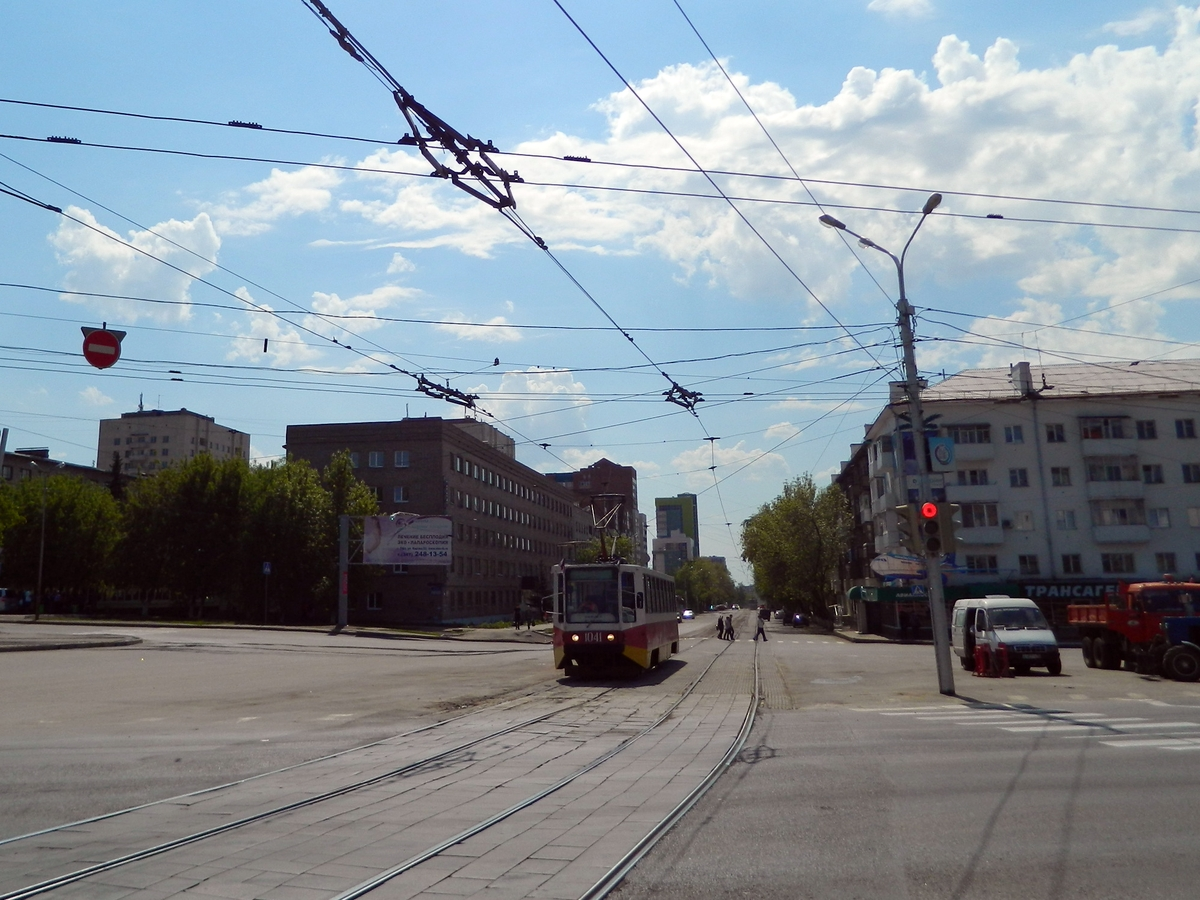
Конец улицы Мингажева

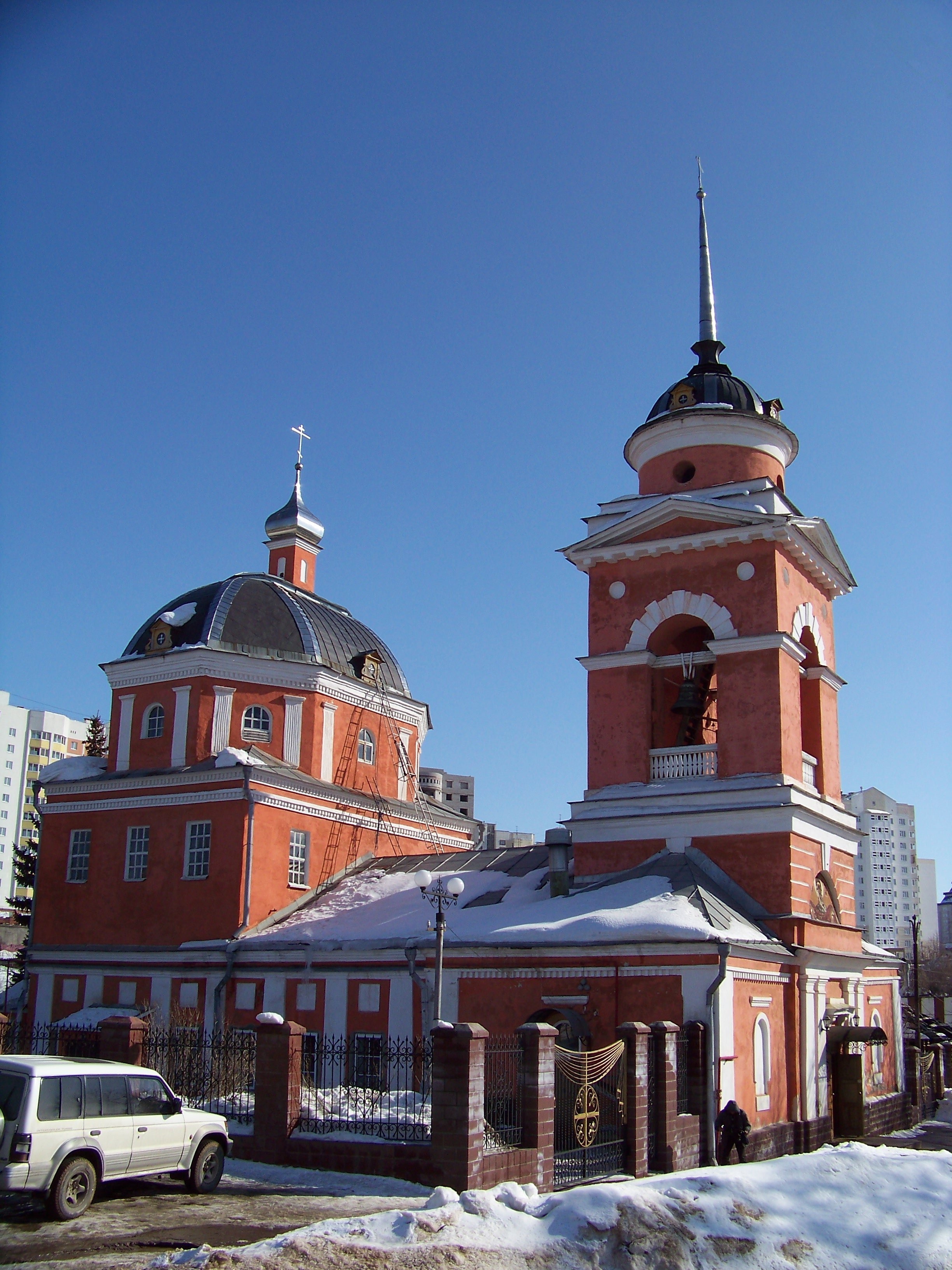
Покровская церковь на улице Мингажева

Первоначальное название улицы: Большая Репная по названию Репной слободы. Улица начиналась от стен Уфимского Кремля и шла на север. С конца XVIII в. она стала называться Сибирской улицей по названию Сибирской дороги, ведущей от стен Уфимского кремля до церкви Покрова Святой Богородицы и Николая Чудотворца и далее шедшей до Дудкинской переправы. Во время восстания Пугачёва при втором штурме Уфы (25 января 1774 г.) вдоль этой улицы шла последняя безуспешная атака пугачёвцев на город.

В 1819 г. по Плану Уфы Сибирская улица была продолжена до северной границы города, коей тогда являлась Богородская улица (ныне — Революционная). Позже улица стала называться Большой Сибирской, чтобы отличать от идущей восточнее параллельно ей соседней Малой Сибирской улицы (ныне — улица Ветошникова). В 1879 г. Большая Сибирская улица являлась восточной границей города. В начале XX в. на ней были открыты публичные дома, под которые был отведён целый квартал в целях упорядочивания врачебного надзора, а также налогообложения:
Поручить управе отведённое под дома терпимости место обратить в особый квартал мерою по 80 сажен и шириною по 36 сажен и разбить на таковой 16 усадеб
В период 1930-40-х гг. Сибирская улица несколько лет называлась в честь Семёна Будённого. Окончательно же улица была переименована в честь Народного артиста РСФСР и БАССР Мингажева Гималетдина Мингажевича (1899—1955 гг.).

## Транспорт
Из общественного транспорта по улице Мингажева практически по всей её длине организовано только трамвайное движение (маршруты № 1, 16, 18, 21), соединяющее Старую Уфу с Новой Уфой.

## Здания и сооружения
- Покровская церковь
- Уфимский лесхоз-техникум
- Студенческий городок в конце улицы
- Инженерный факультет Башкирского государственного университета (ныне Уфимский университет науки и технологий)
- Центральная городская детская библиотека им. Ш. А. Худайбердина